# 黎國器
黎國器（？—？），字庆明，河南睢州（今睢縣）人。

## 生平
万历四十年（1612年）壬子科河南鄉試举人，四十四年（1616）丙辰科进士。初授历城县知县，擢刑部主事，历员外、郎中，出任湖广襄阳府知府。崇禎元年二月，陞為山西按察司副使。